# Triphoridae
Famille
Synonymes
- famille Triforidae[2]
- sous-famille Iniforinae Kosuge, 1966[2]
- sous-famille Metaxiinae B. A. Marshall, 1977[2]
- sous-famille Triphorinae Gray, 1847[2]

Les Triphoridae sont une famille de mollusques marins de la classe des gastéropodes, à la position taxinomique encore peu claire mais de la super-famille des Triphoroidea.

## Liste des genres
Selon World Register of Marine Species (29 octobre 2020) :
- genre Aclophora Laseron, 1958
- genre Aclophoropsis B. A. Marshall, 1983
- genre Bouchetriphora B. A. Marshall, 1983
- genre Cautor Finlay, 1926
- genre Cautotriphora Laws, 1940 †
- genre Cheirodonta B. A. Marshall, 1983
- genre Coriophora Laseron, 1958
- genre Cosmotriphora Olsson & Harbison, 1953
- genre Costatophora B. A. Marshall, 1994
- genre Differoforis Kosuge, 2008
- genre Epetrium Harris & Burrows, 1891 †
- genre Euthymella Thiele, 1929
- genre Eutriphora Cotton & Godfrey, 1931
- genre Hedleytriphora B. A. Marshall, 1983
- genre Hypotriphora Cotton & Godfrey, 1931
- genre Inella Bayle, 1879
- genre Iniforis Jousseaume, 1884
- genre Ionthoglossa Vinola-Lopez & Bouchet, 2020
- genre Isotriphora Cotton & Godfrey, 1931
- genre Latitriphora B. A. Marshall, 1983
- genre Liniphora Laseron, 1958
- genre Litharium Dall, 1924
- genre Magnosinister Laseron, 1954
- genre Marshallora Bouchet, 1985
- genre Mastonia Hinds, 1843
- genre Mastoniaeforis Jousseaume, 1884
- genre Metaxia Monterosato, 1884
- genre Monophorus Grillo, 1877
- genre Nanaphora Laseron, 1958
- genre Nototriphora B. A. Marshall, 1983
- genre Obesula Jousseaume, 1897
- genre Opimaphora Laseron, 1958
- genre Sagenotriphora B. A. Marshall, 1983
- genre Seilarex Iredale, 1924
- genre Similiphora Bouchet, 1985
- genre Strobiligera Dall, 1924
- genre Subulophora Laseron, 1958
- genre Sychar Hinds, 1843
- genre Talophora Gründel, 1975
- genre Teretriphora Finlay, 1926
- genre Triphora Blainville, 1828
- genre Viriola Jousseaume, 1884
- genre Viriolopsis B. A. Marshall, 1983

## Galerie

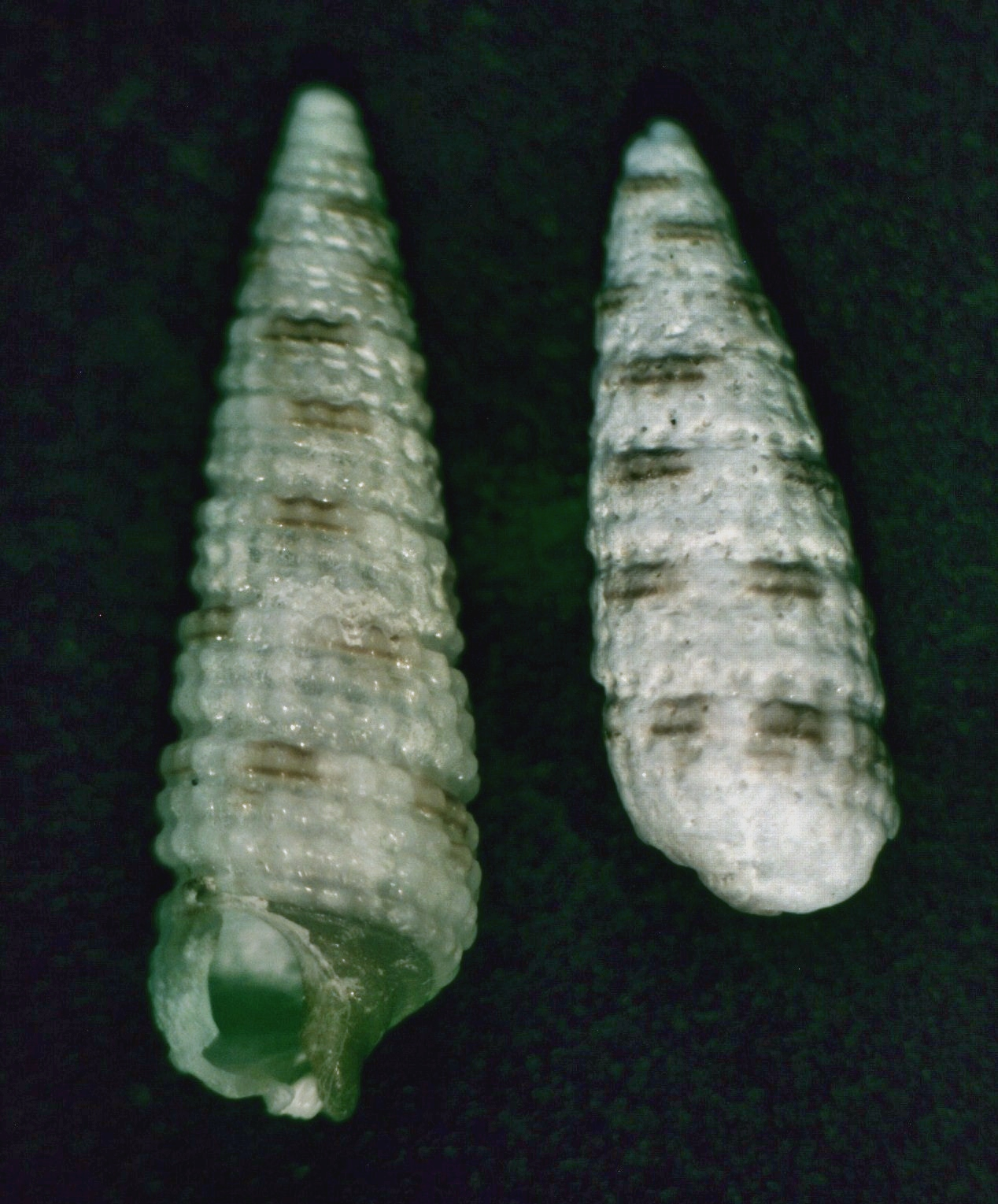
Aclophoropsis festiva.
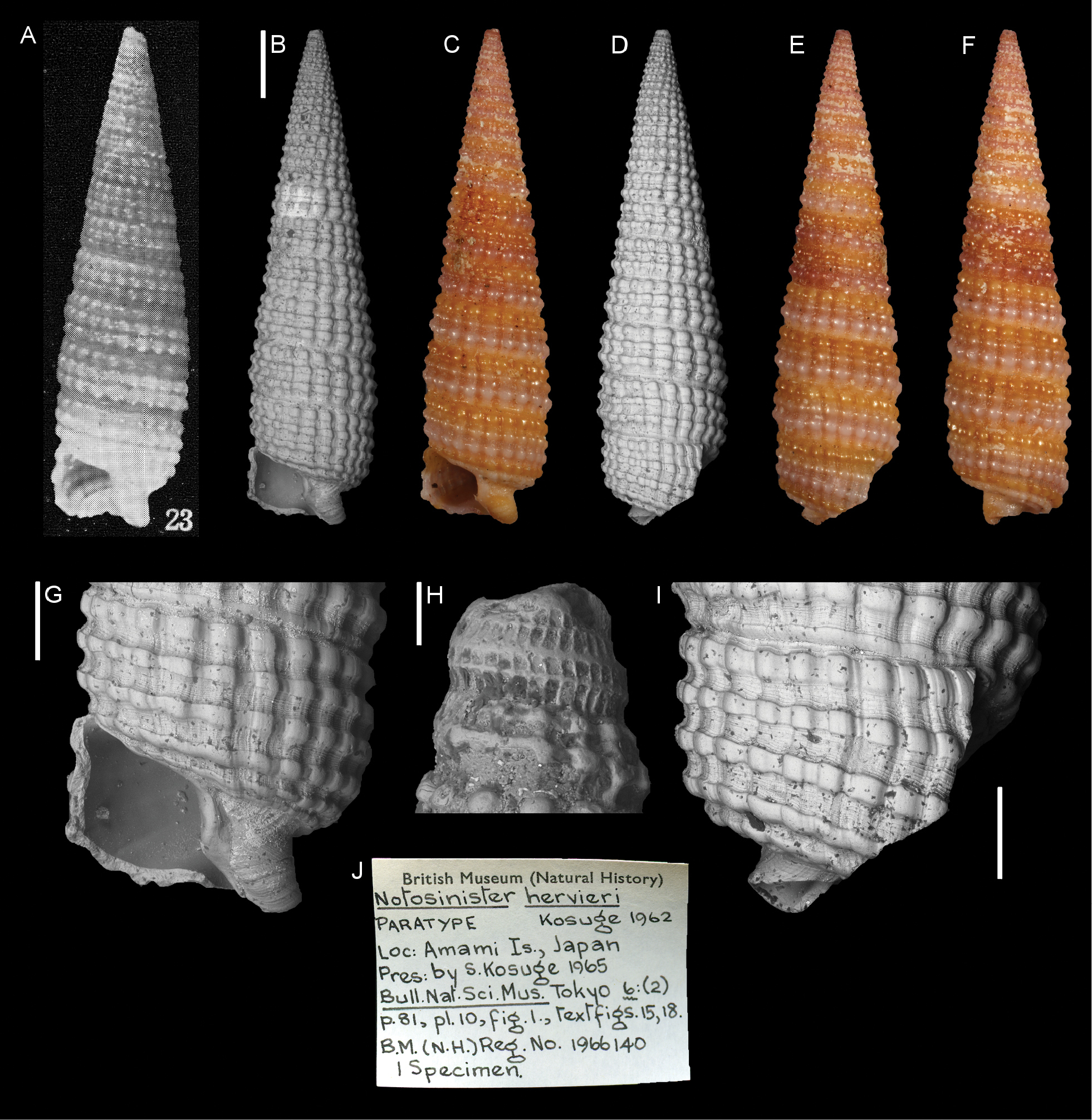
Cautotriphora hervieri.
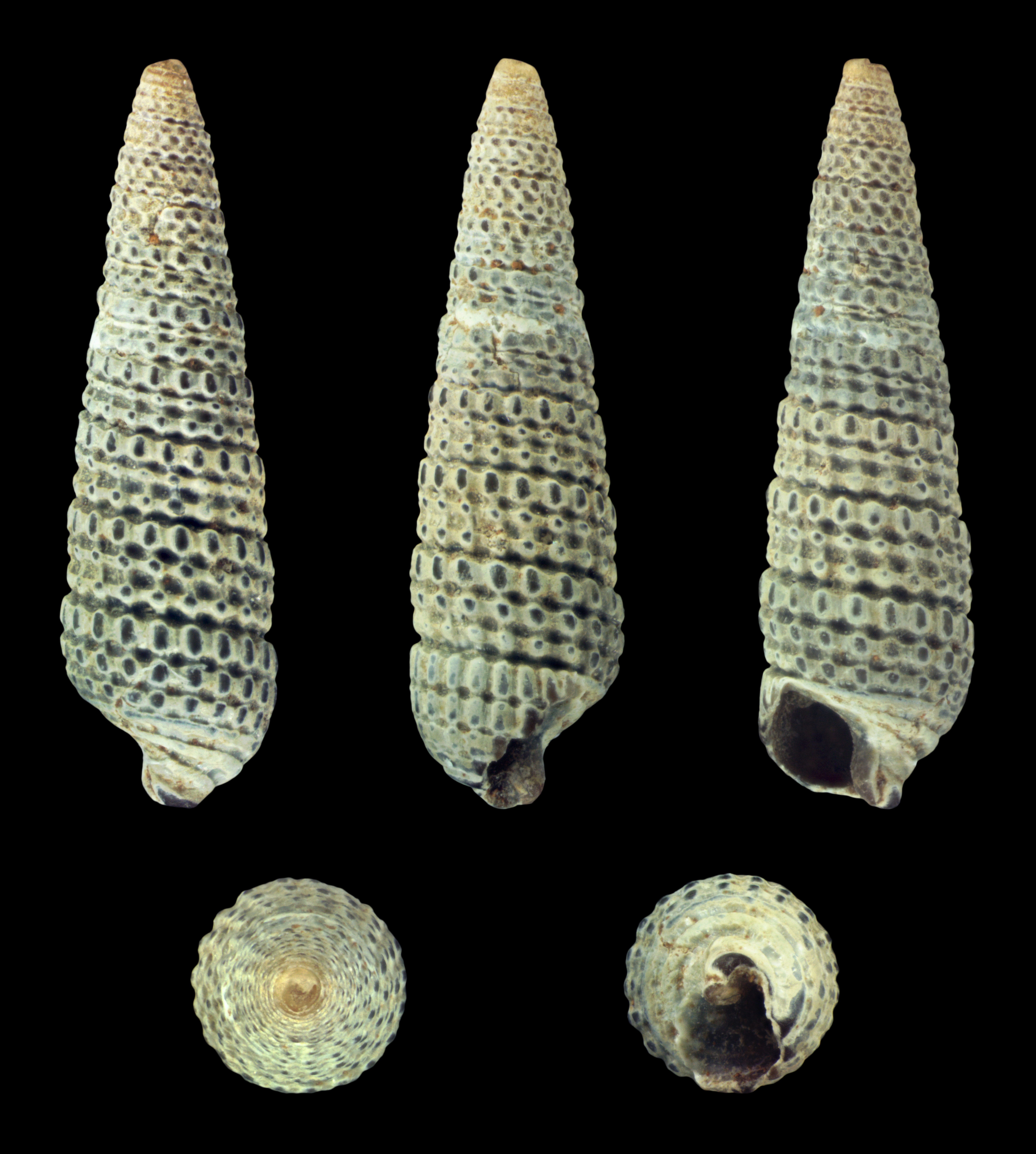
Cheirodonta pallescens.
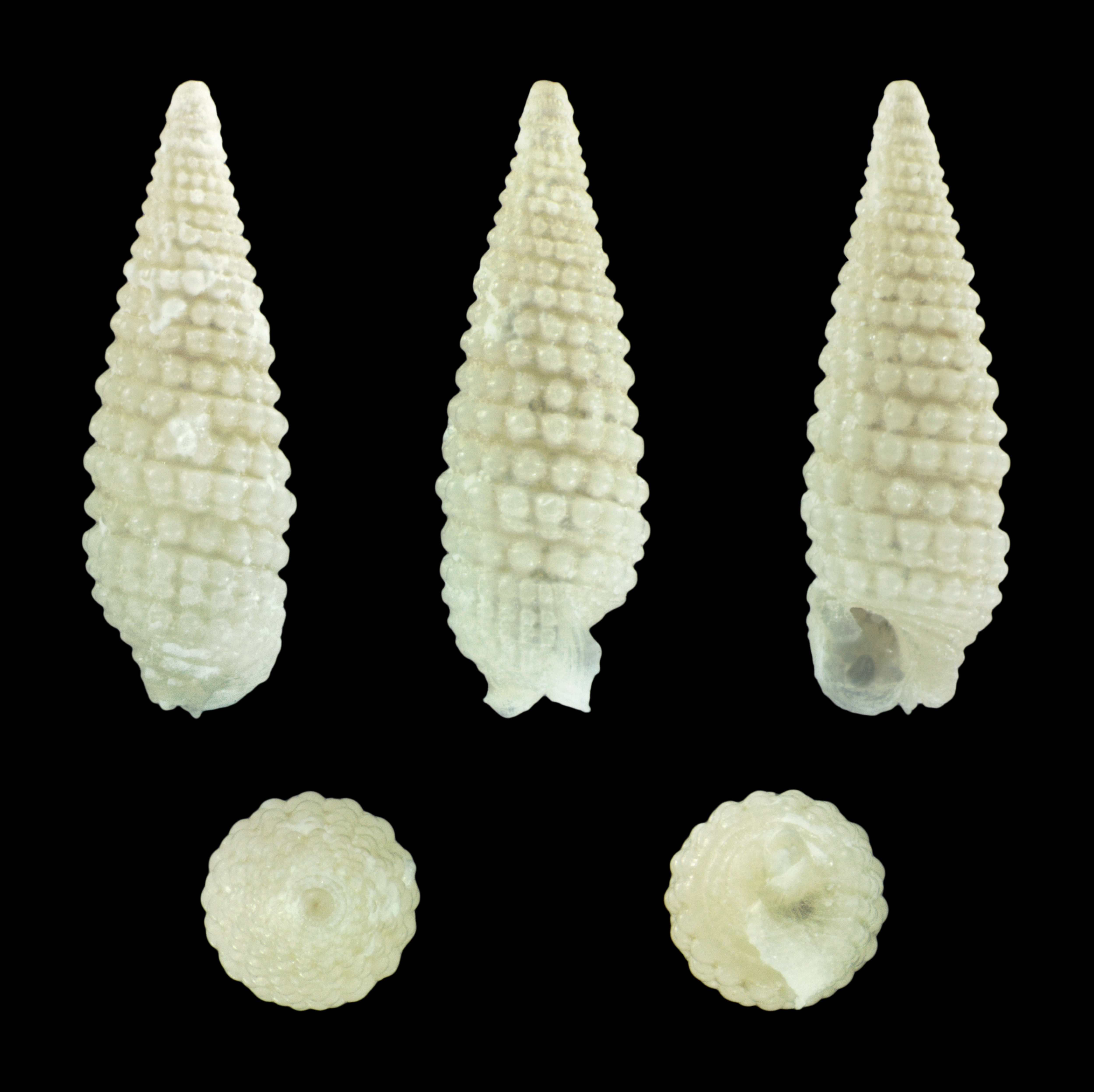
Coriophora granosa.
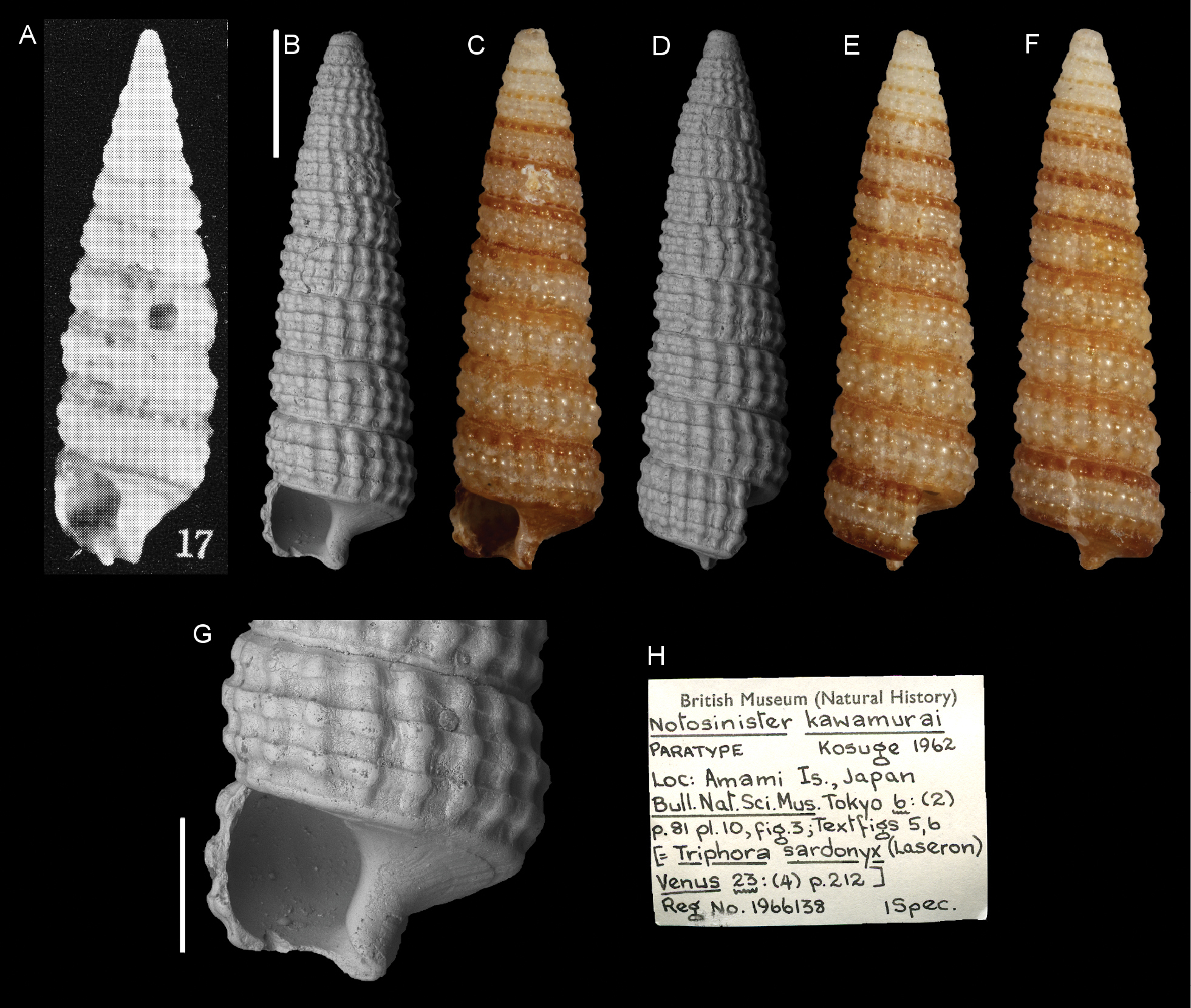
Costatophora iniqua.
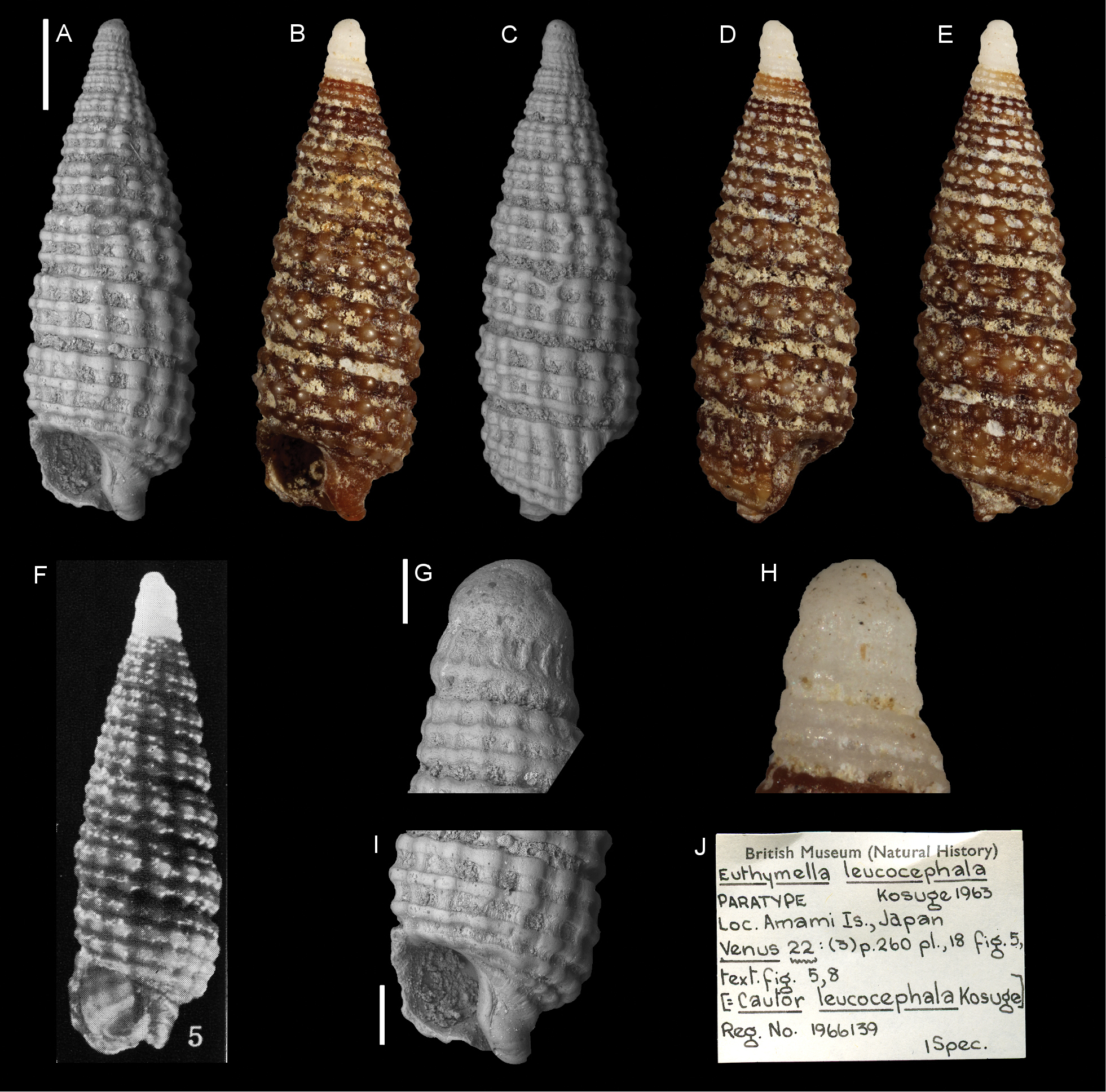
Euthymella leucocephala.
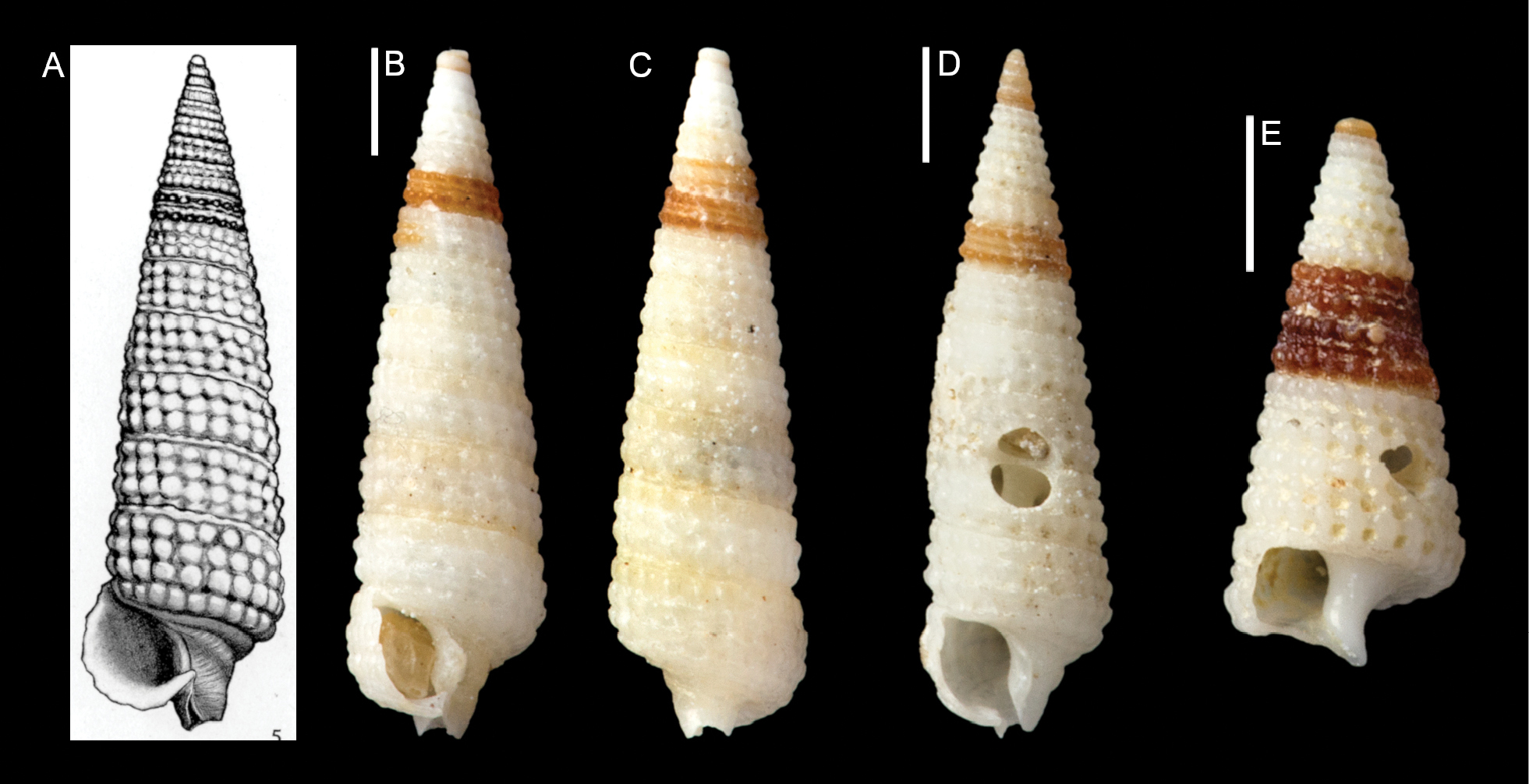
Eutriphora armillata.
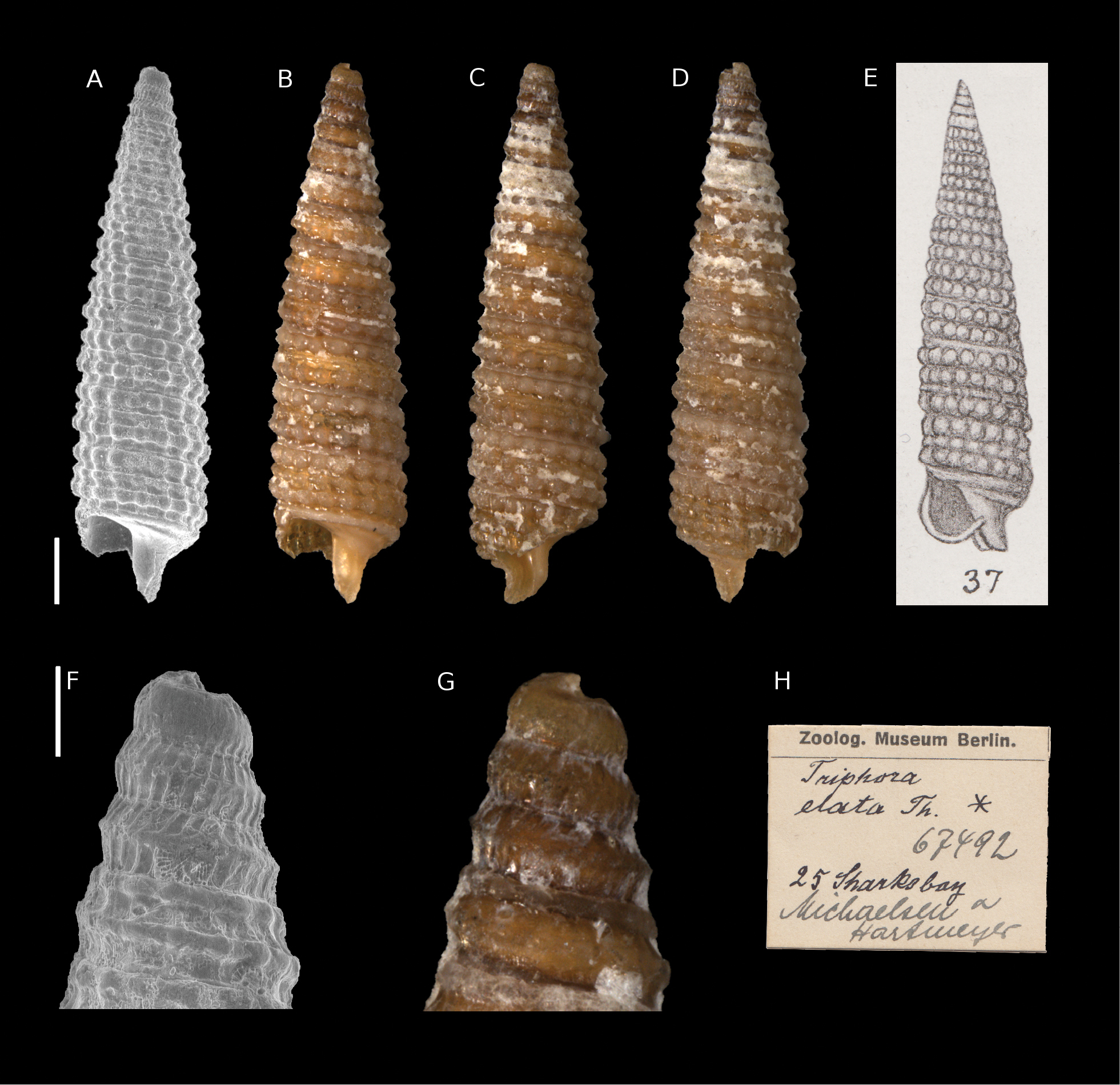
Hedleytriphora elata.
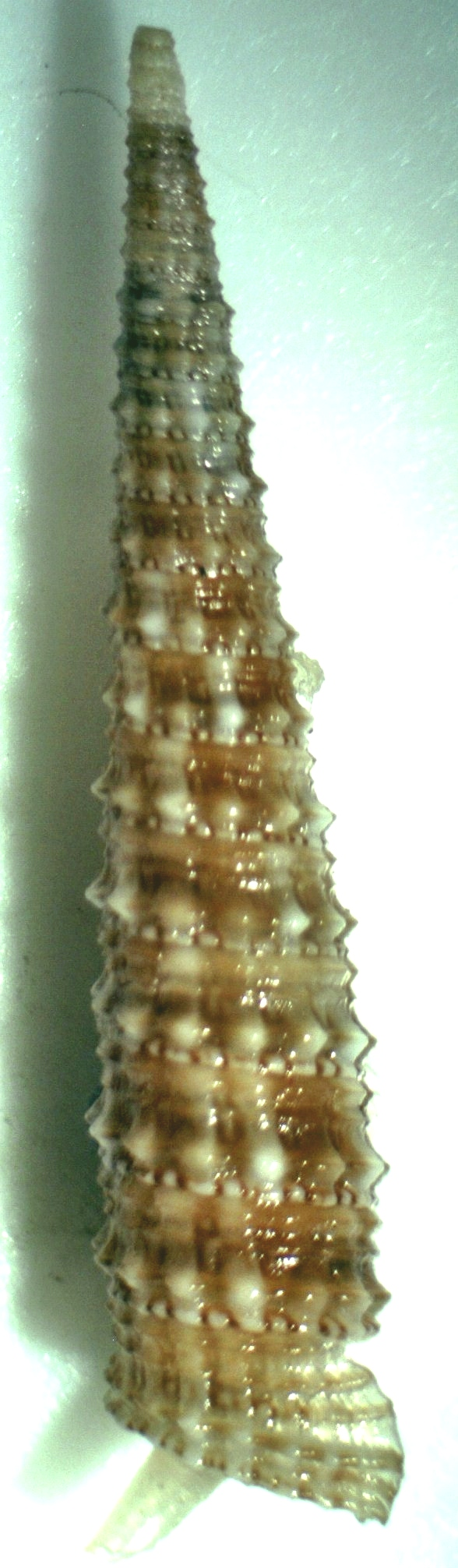
Inella pyramidalis.
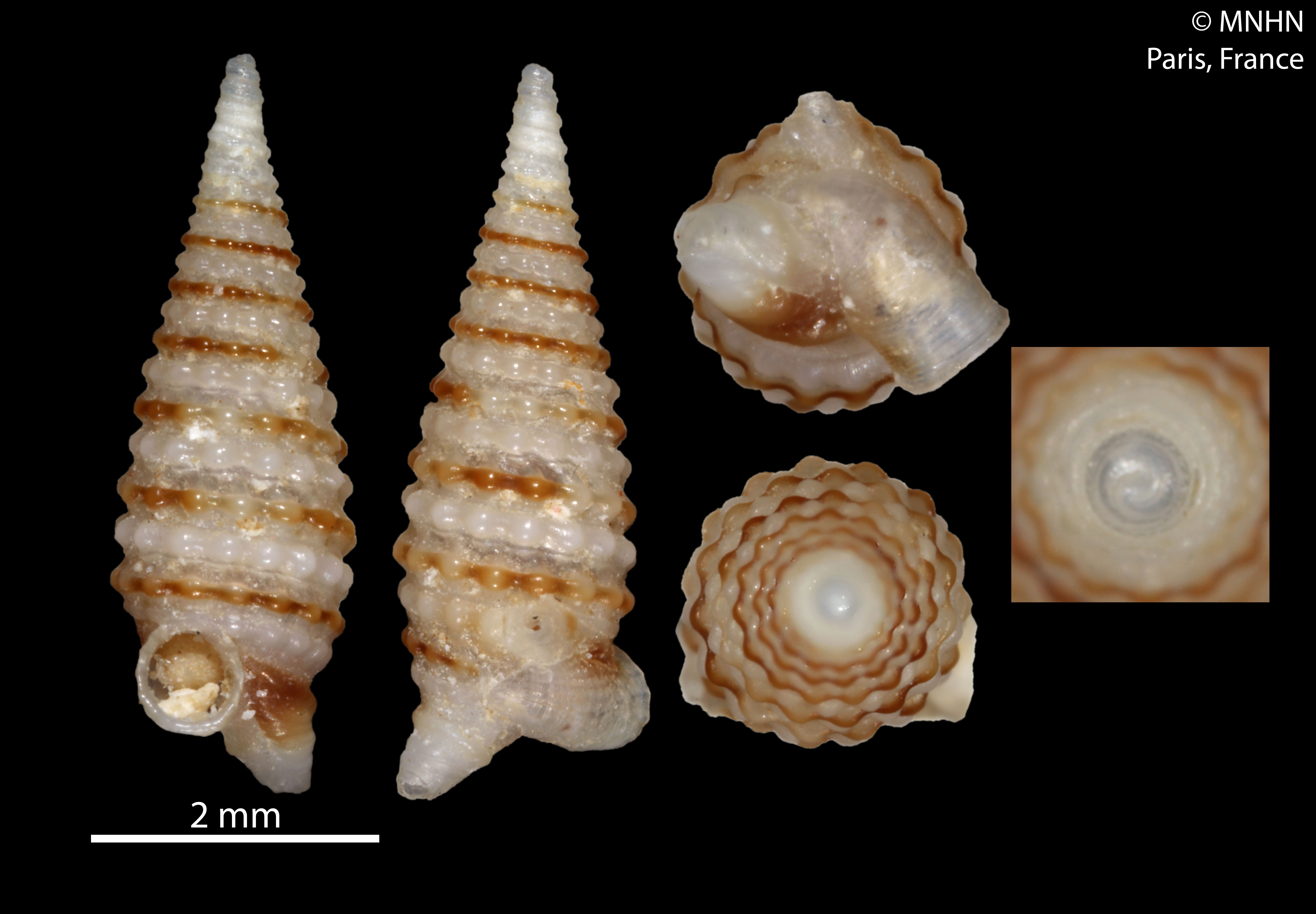
Iniforis gudeliae.
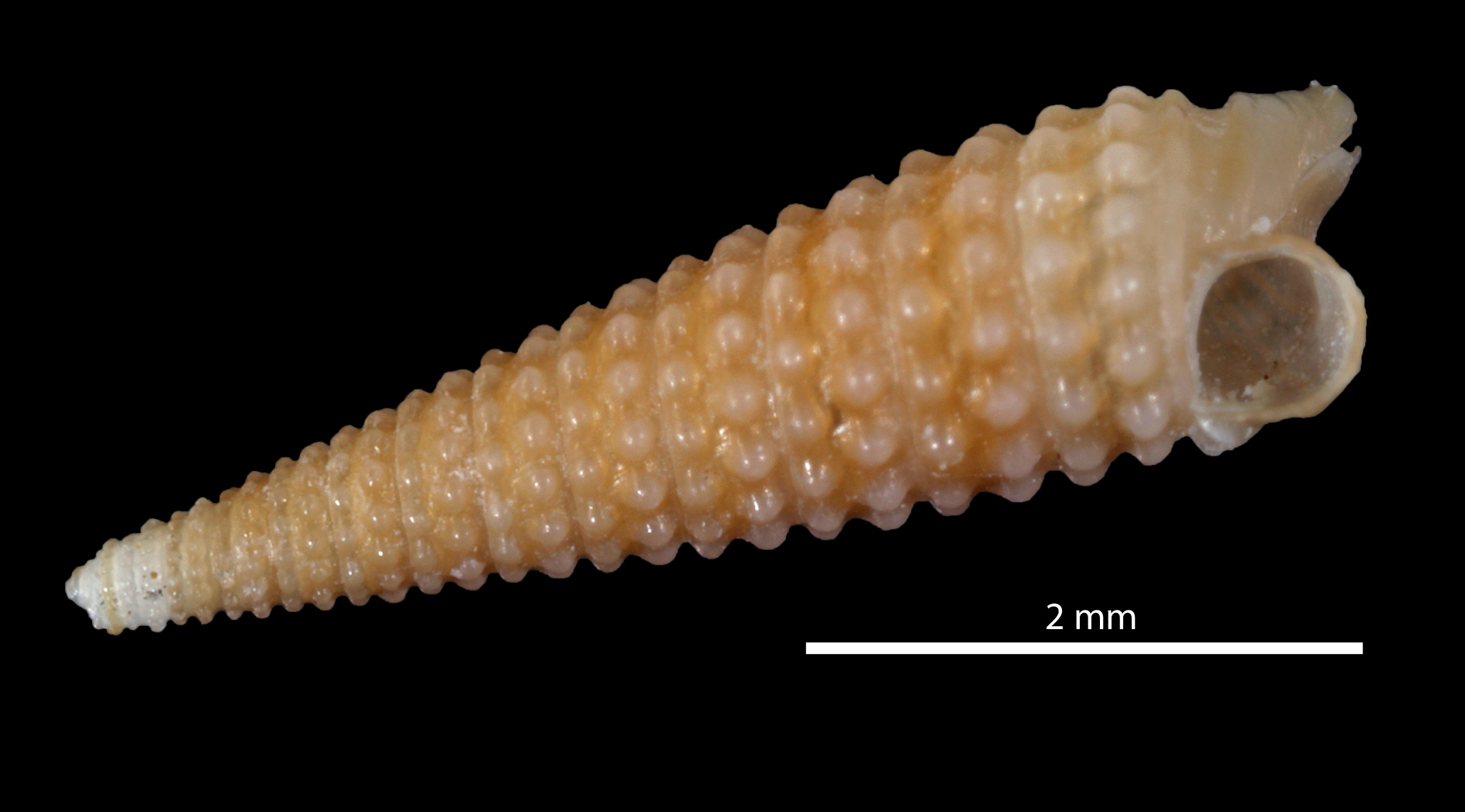
Isotriphora onca.
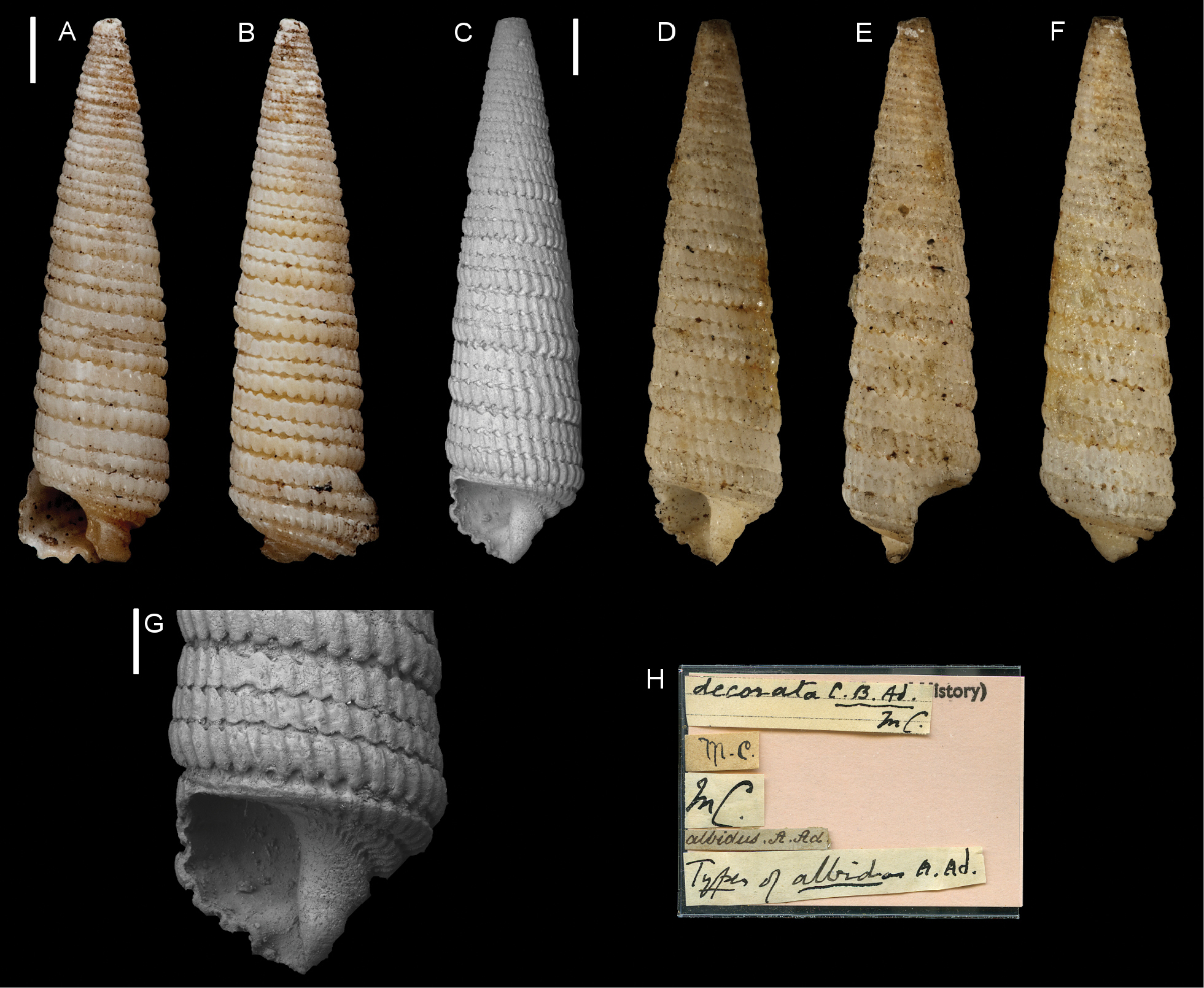
Latitriphora albida.
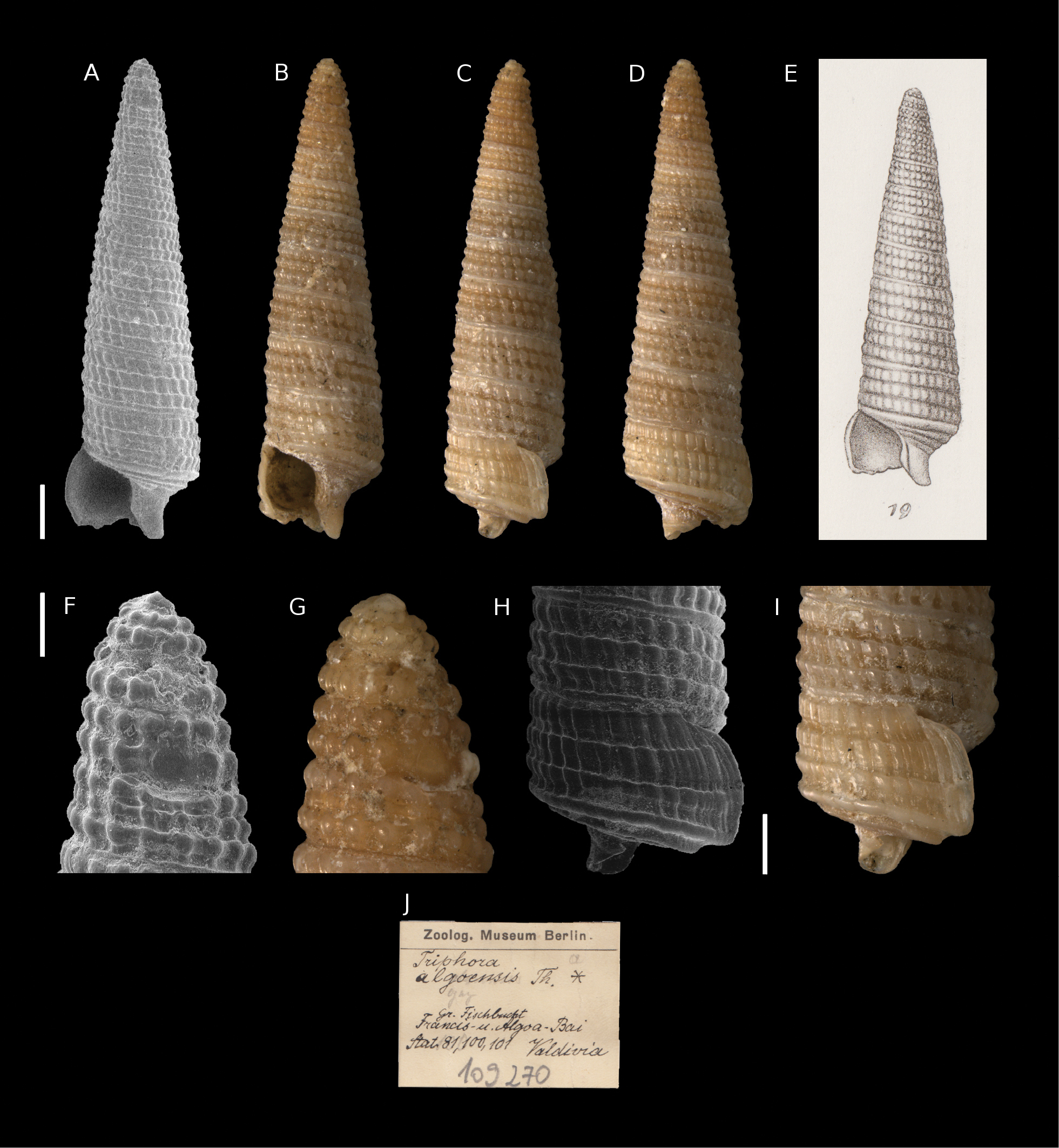
Litharium algoense.
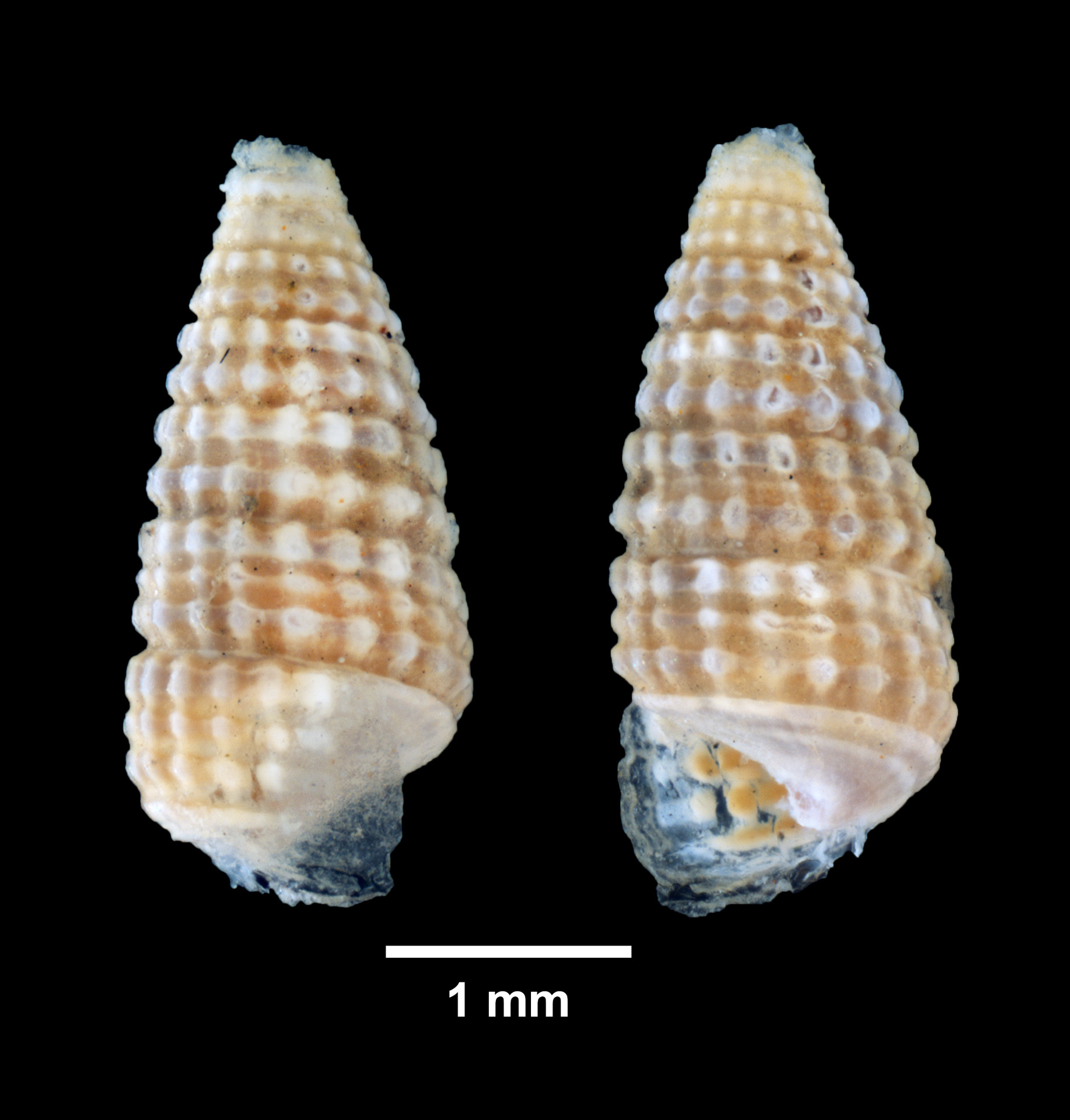
Marshallora nigrocincta.
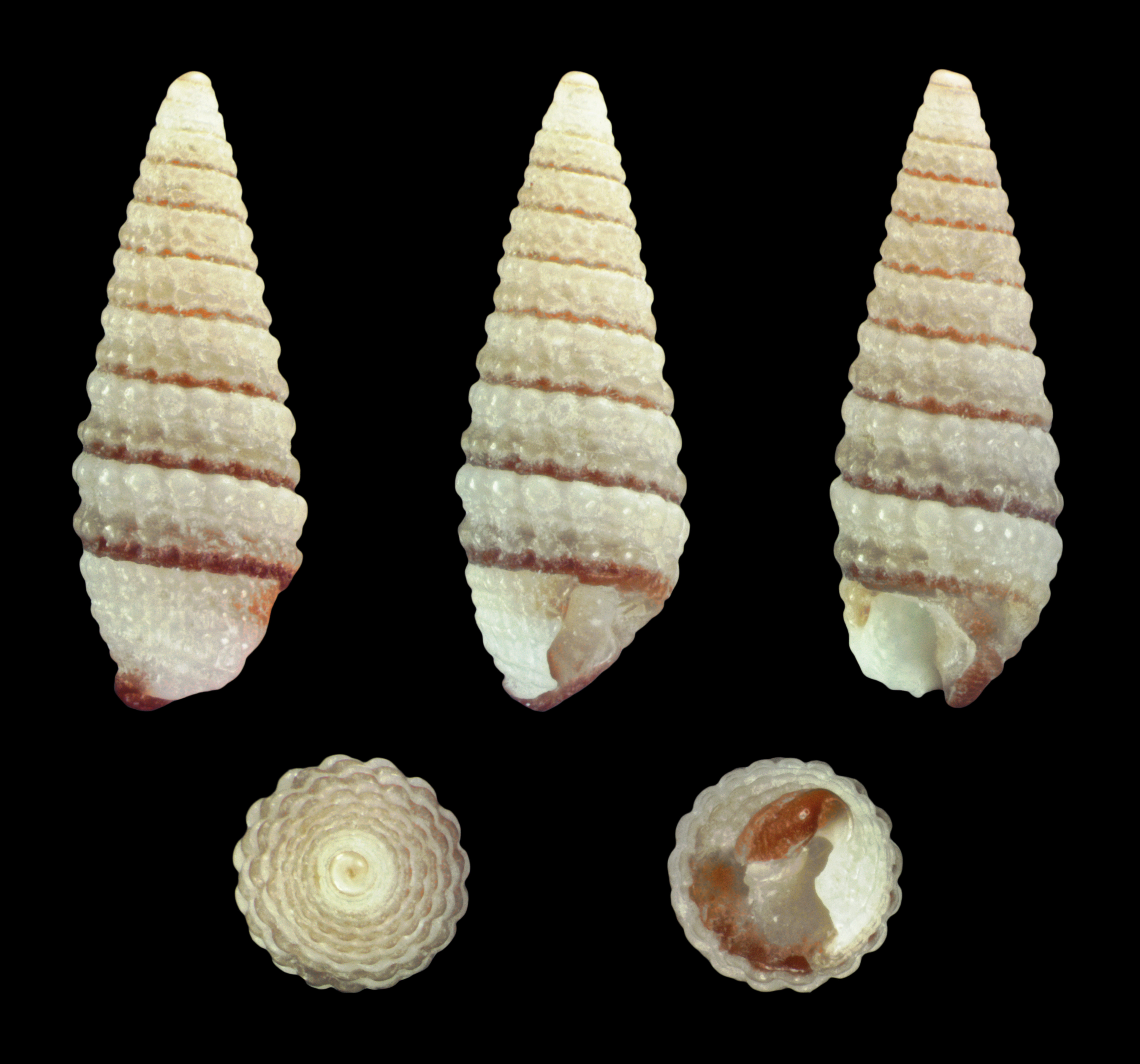
Mastonia tricolor.
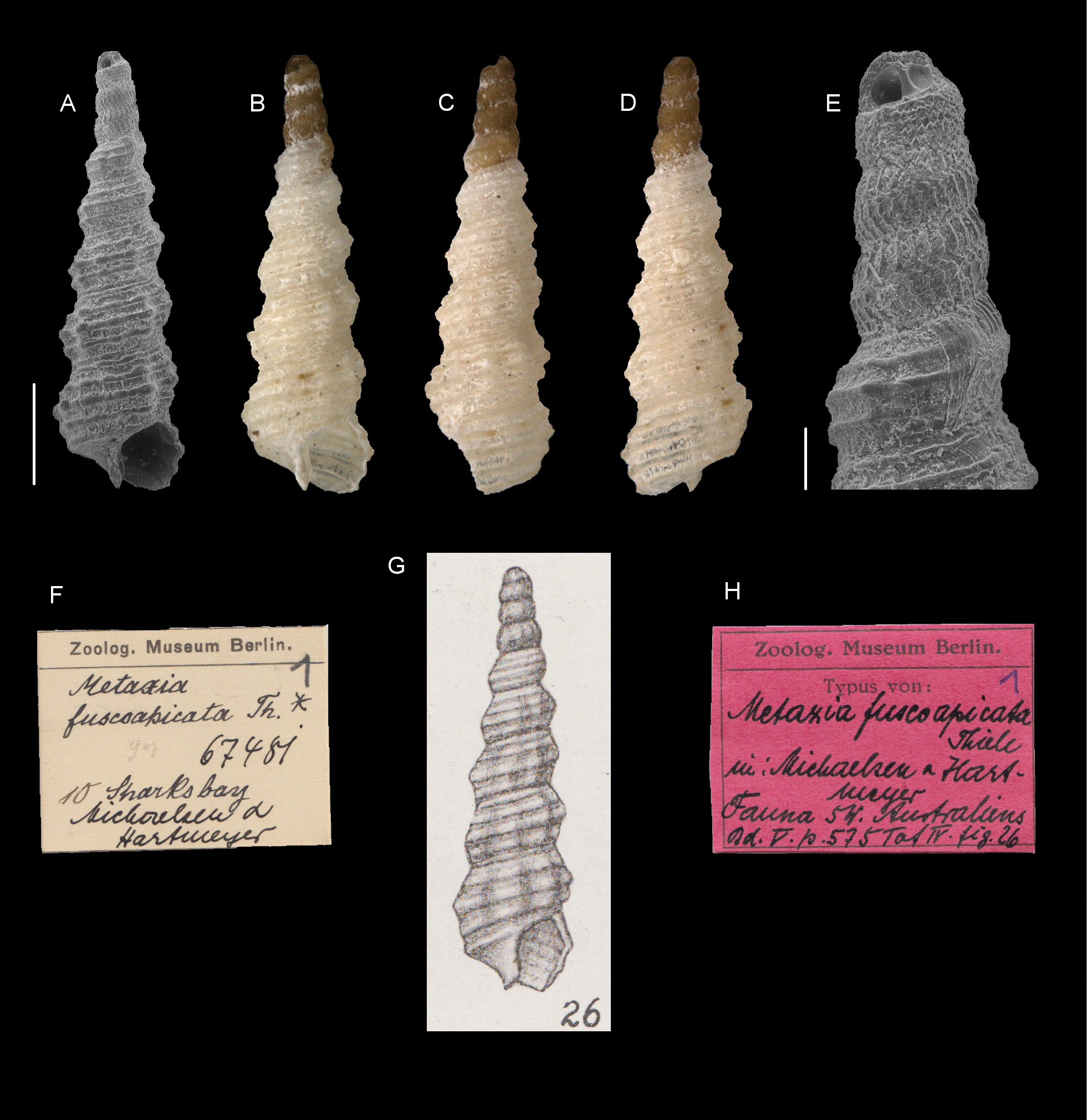
Metaxia fuscoapicata.
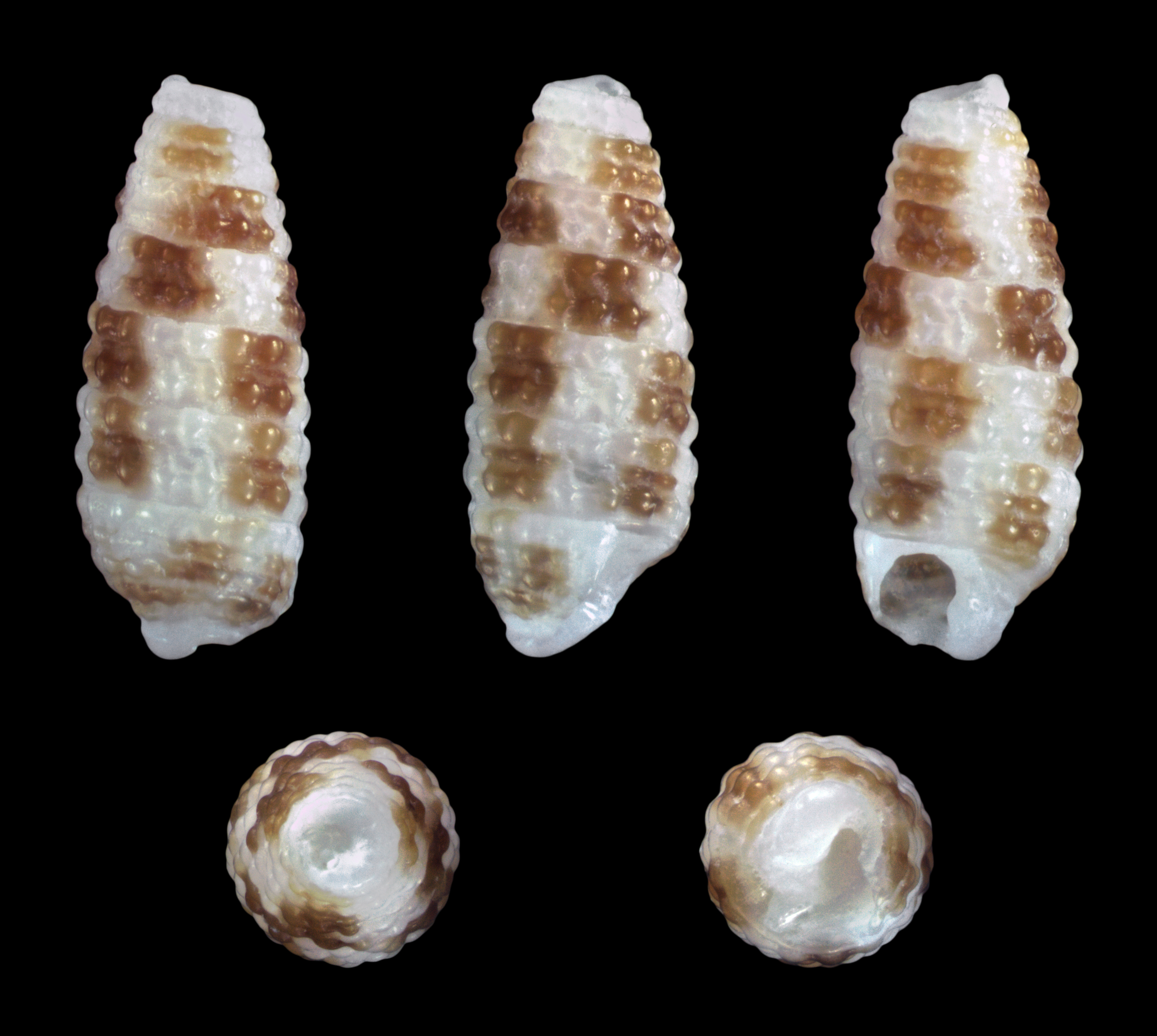
Monophorus tessellatus.
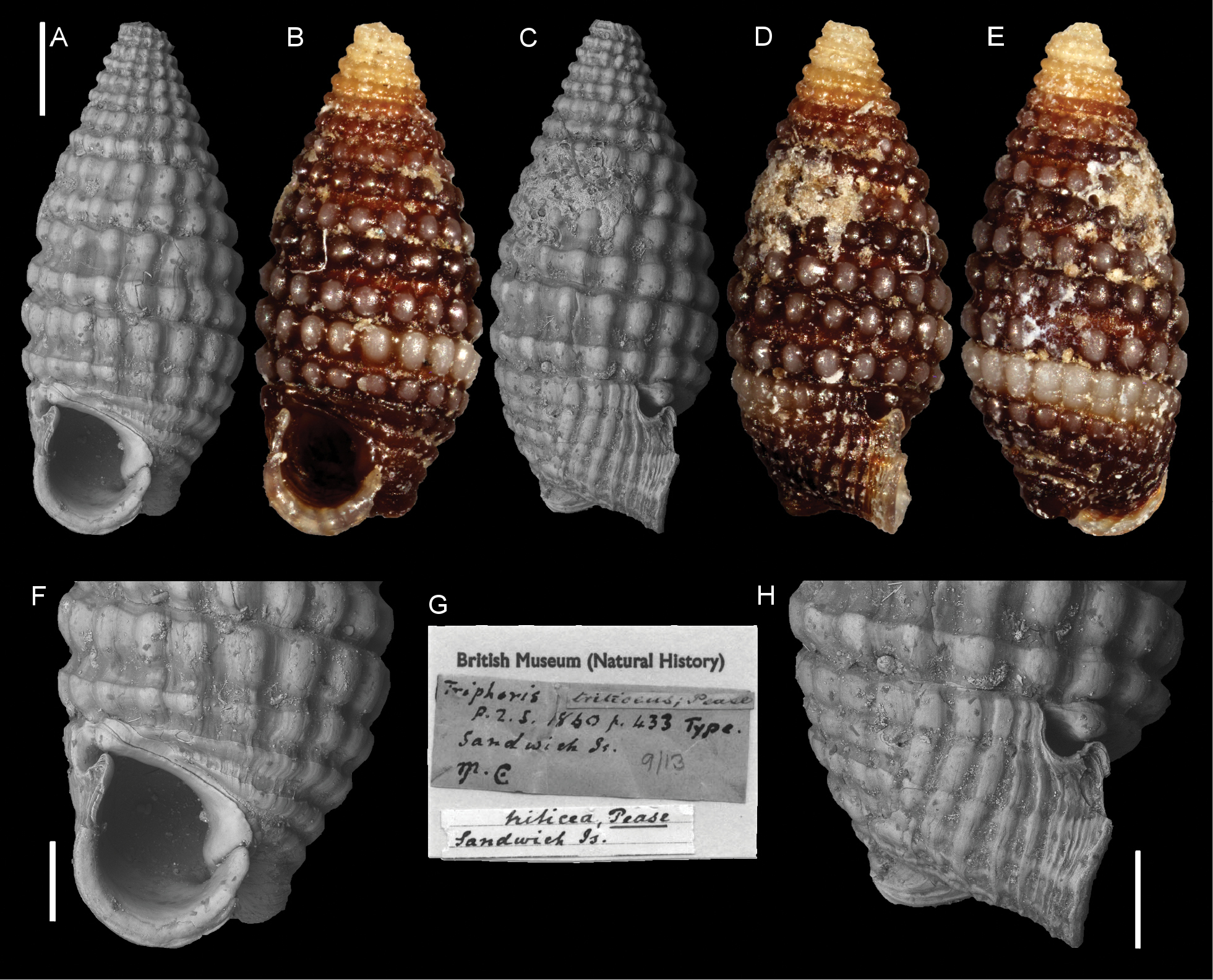
Nanaphora triticea.
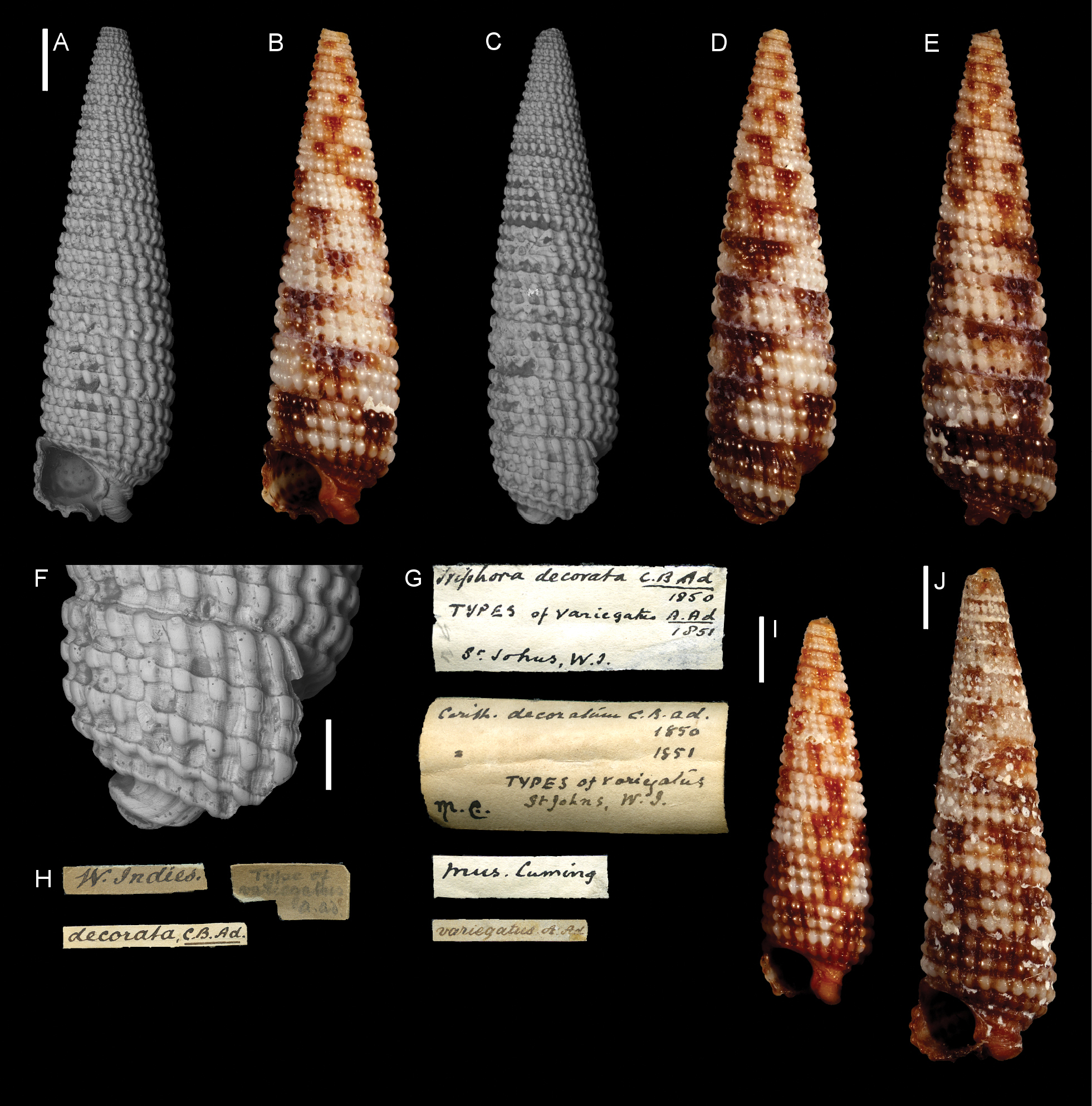
Nototriphora decorata.
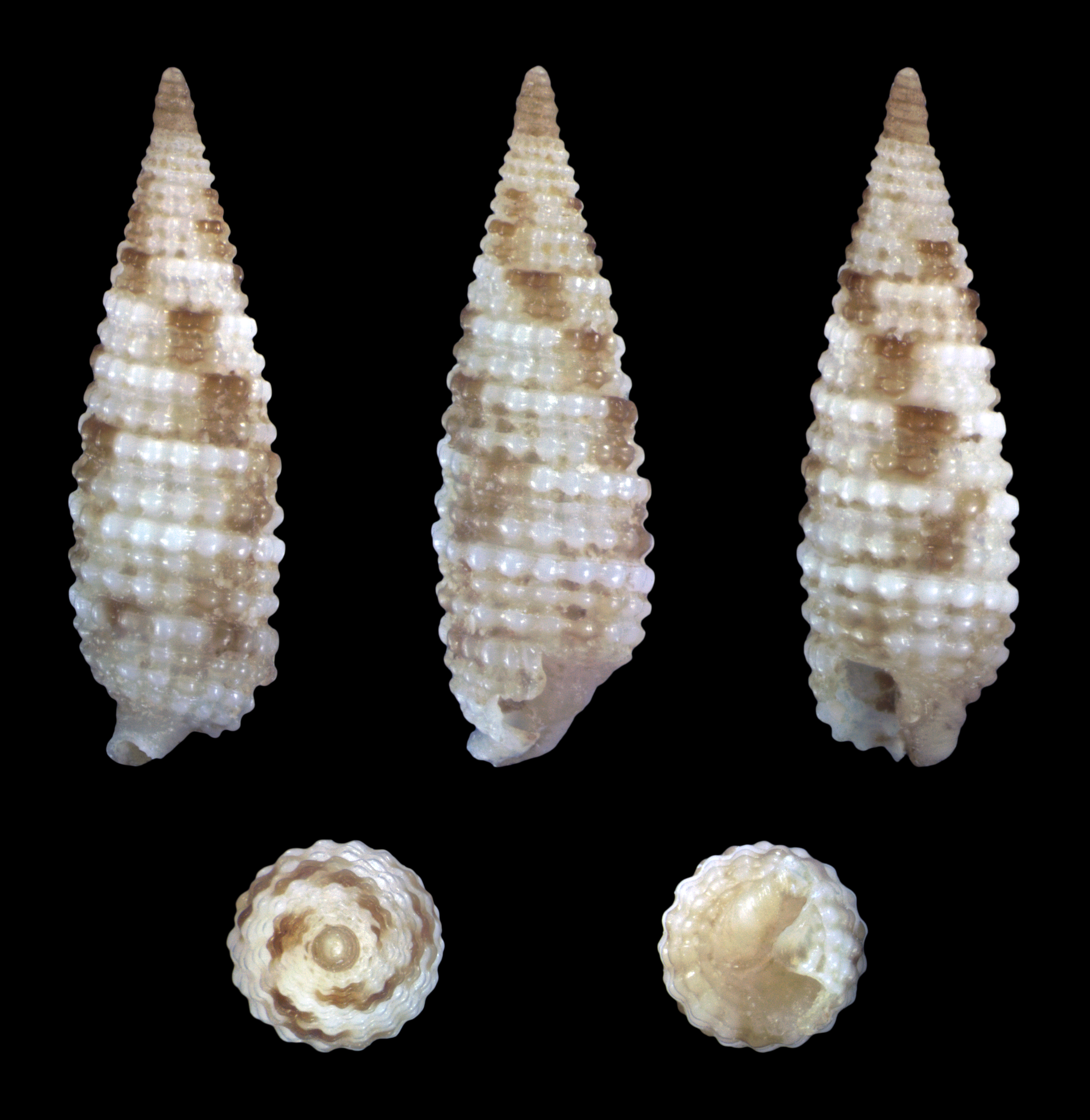
Obesula turricula.
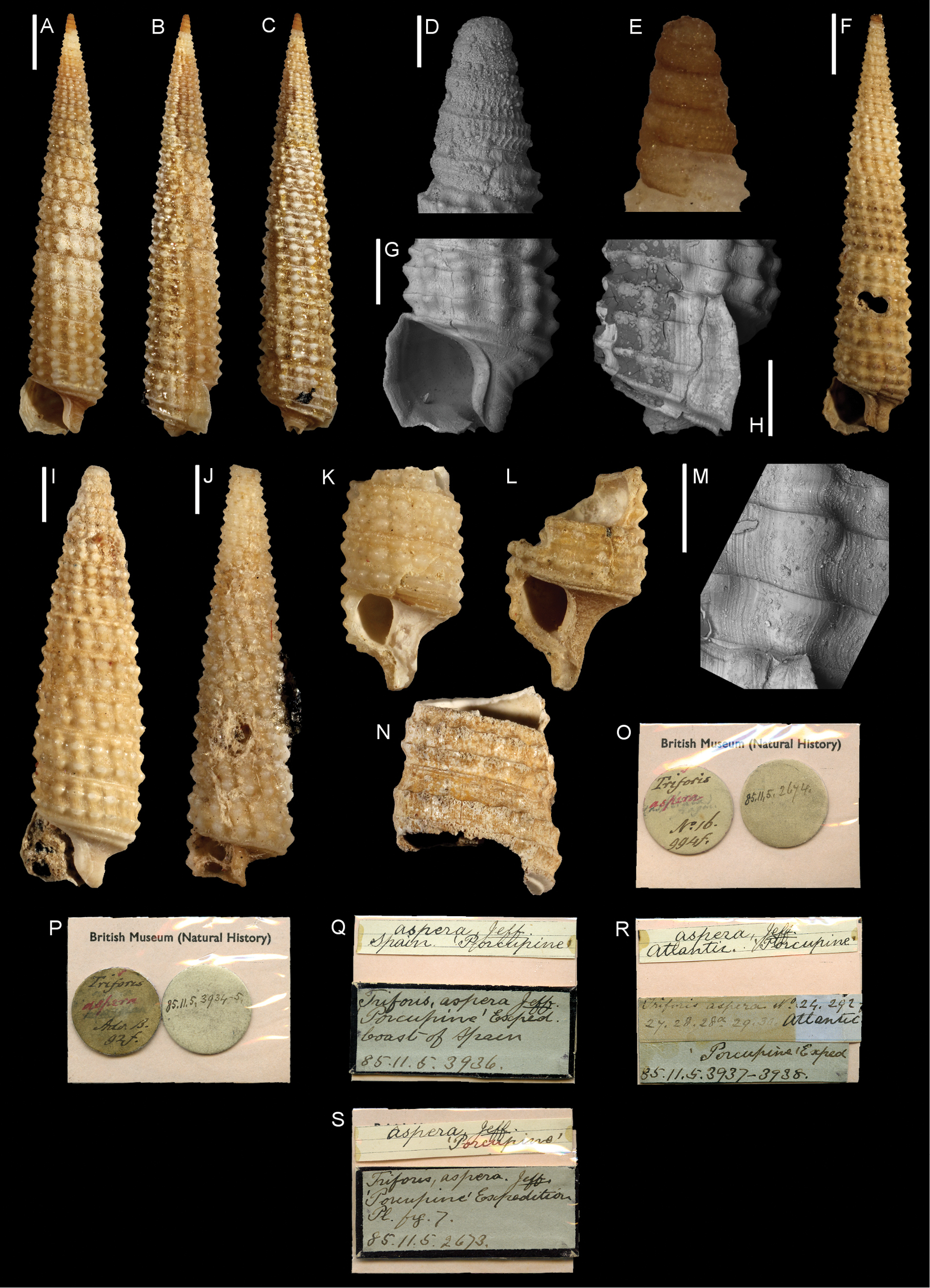
Strobiligera brychia.
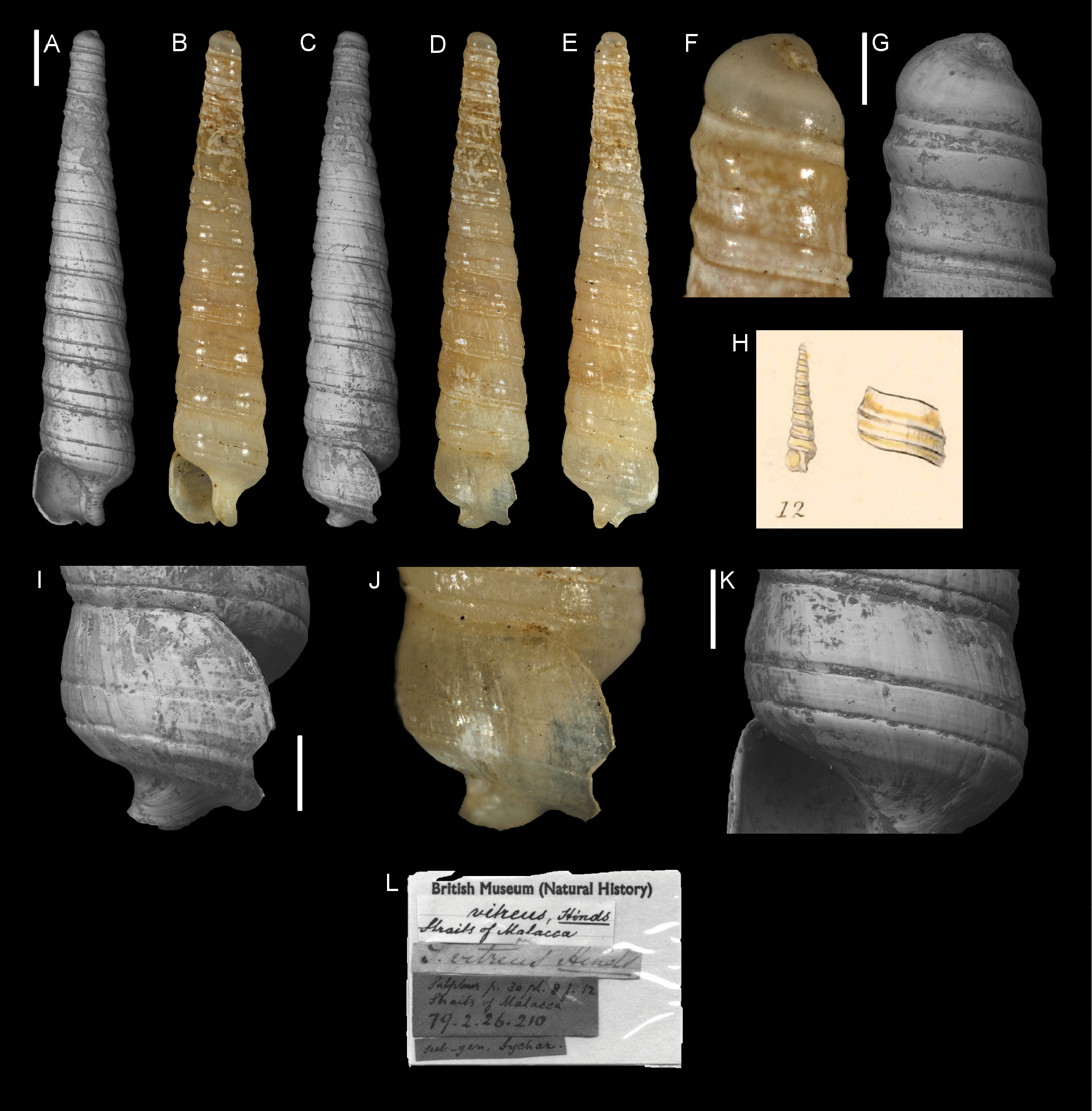
Sychar vitreus.
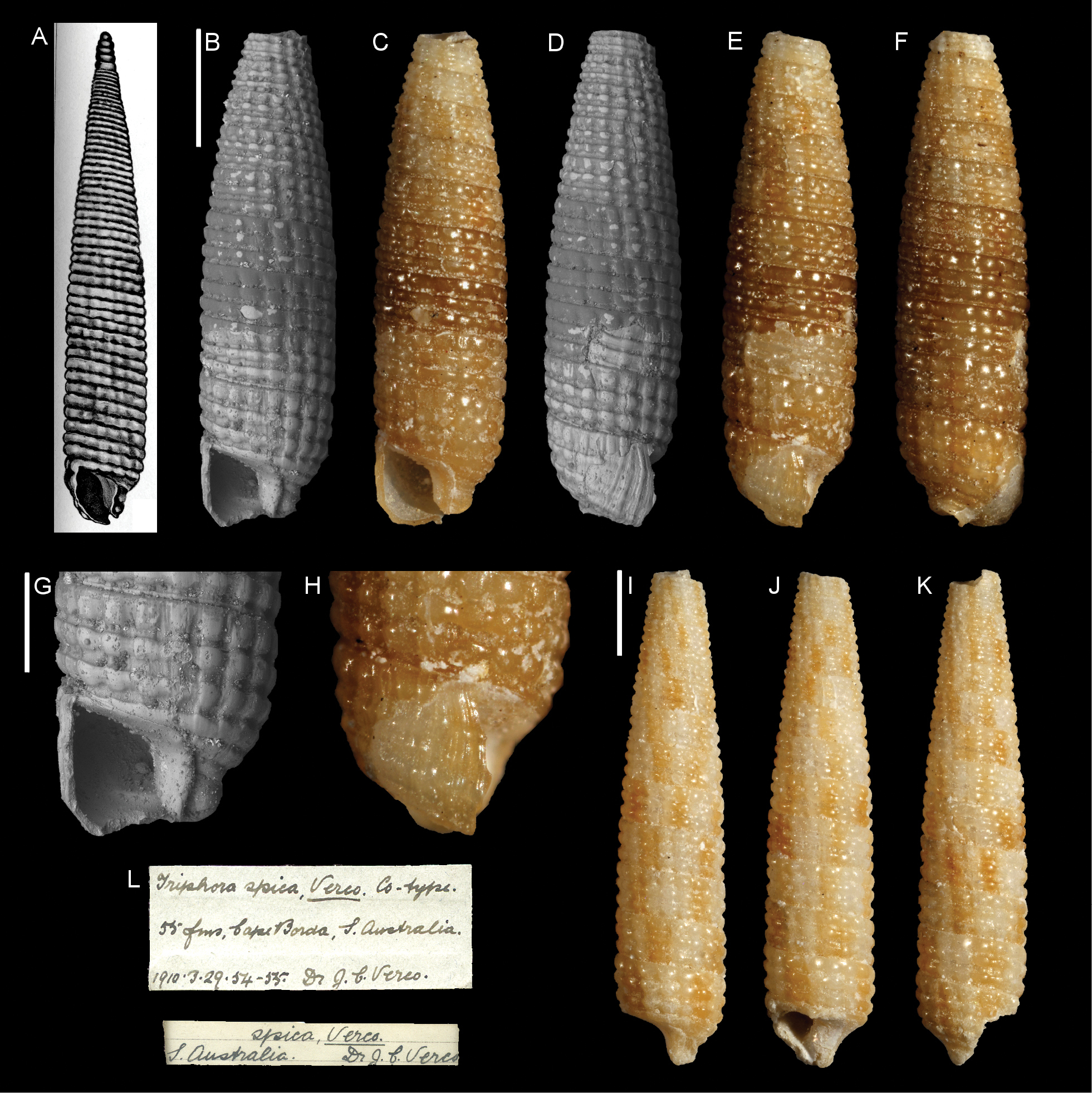
Teretriphora spica.
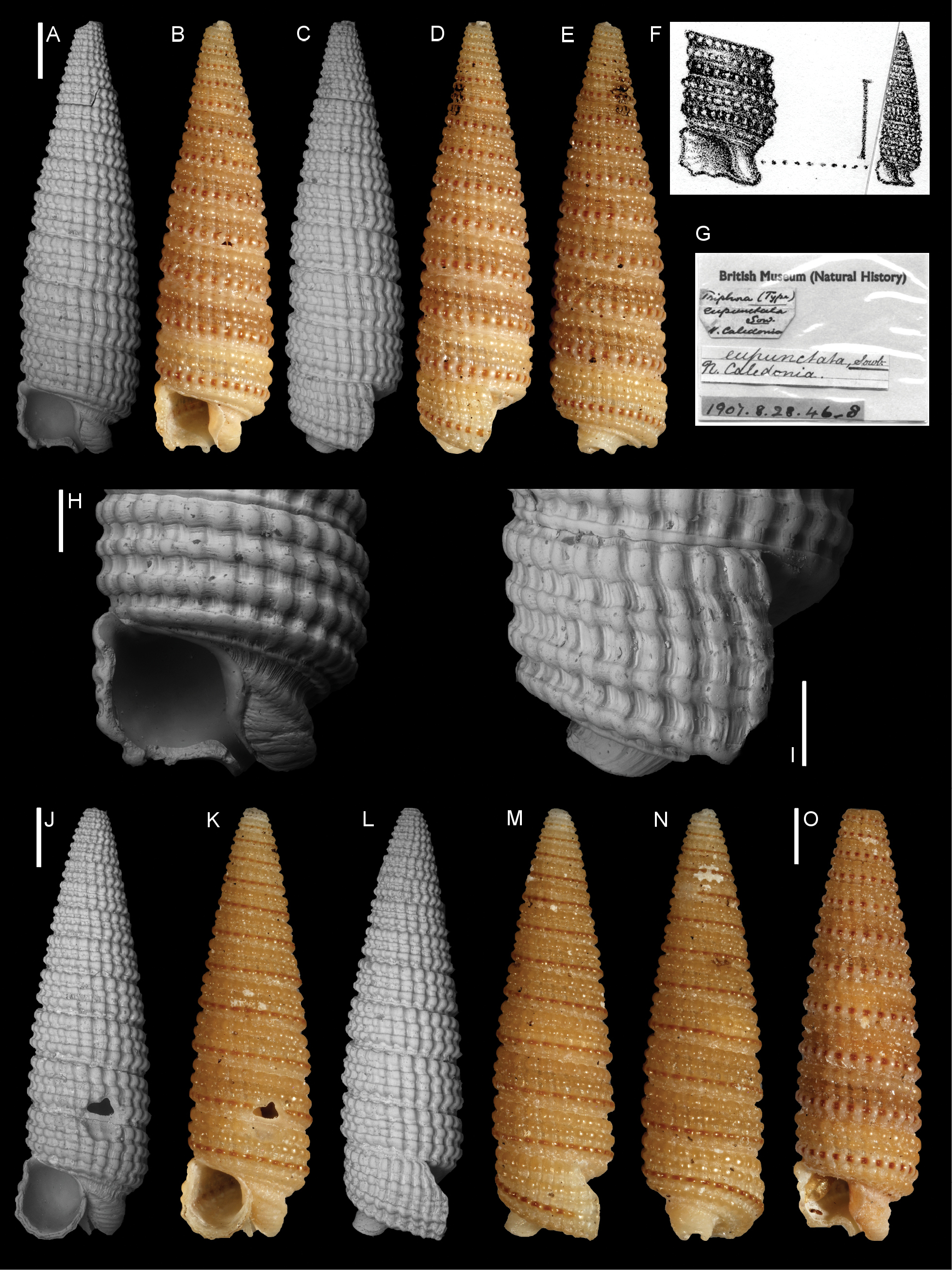
Triphora eupunctata.
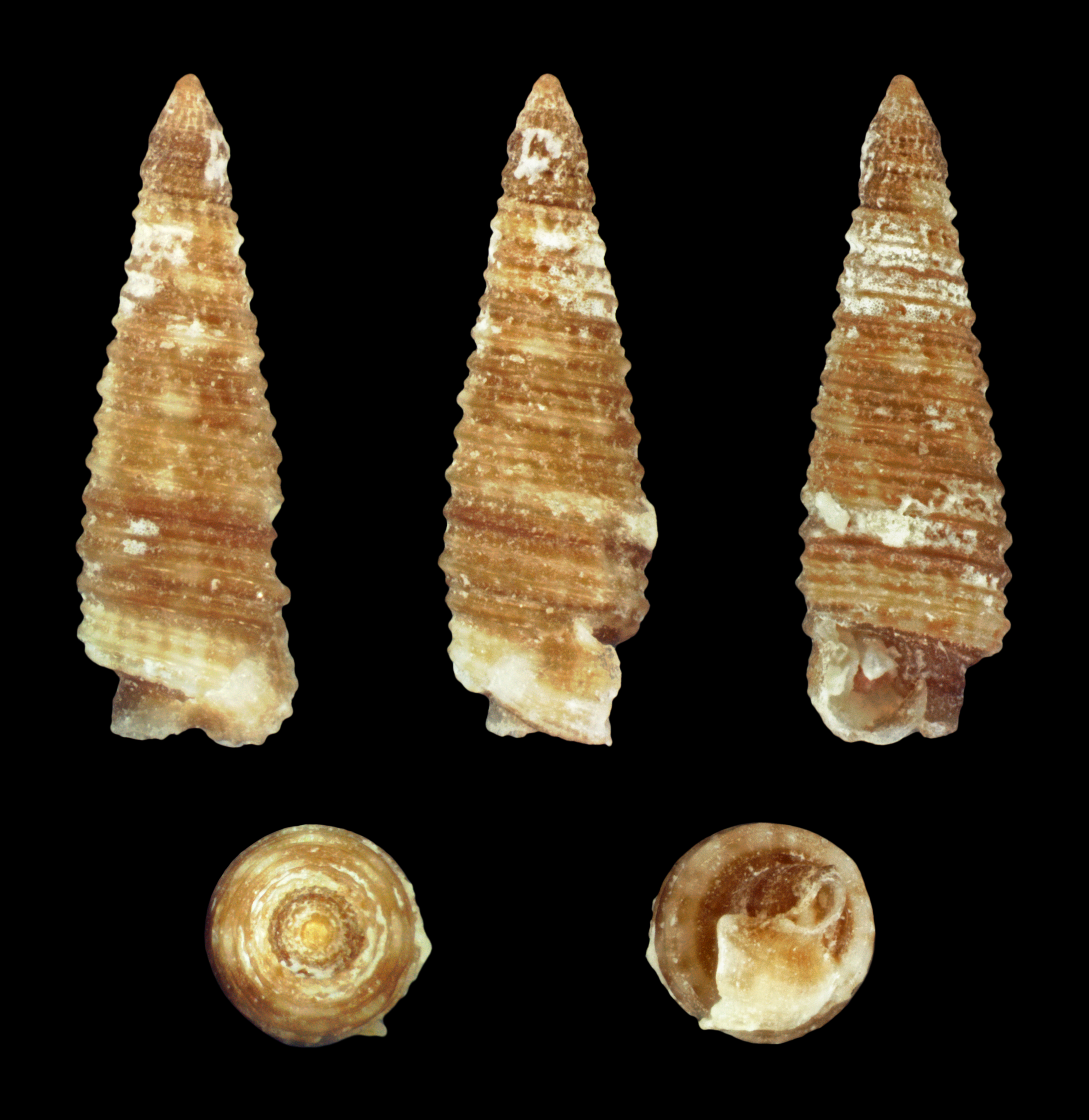
Viriola senafirensis.
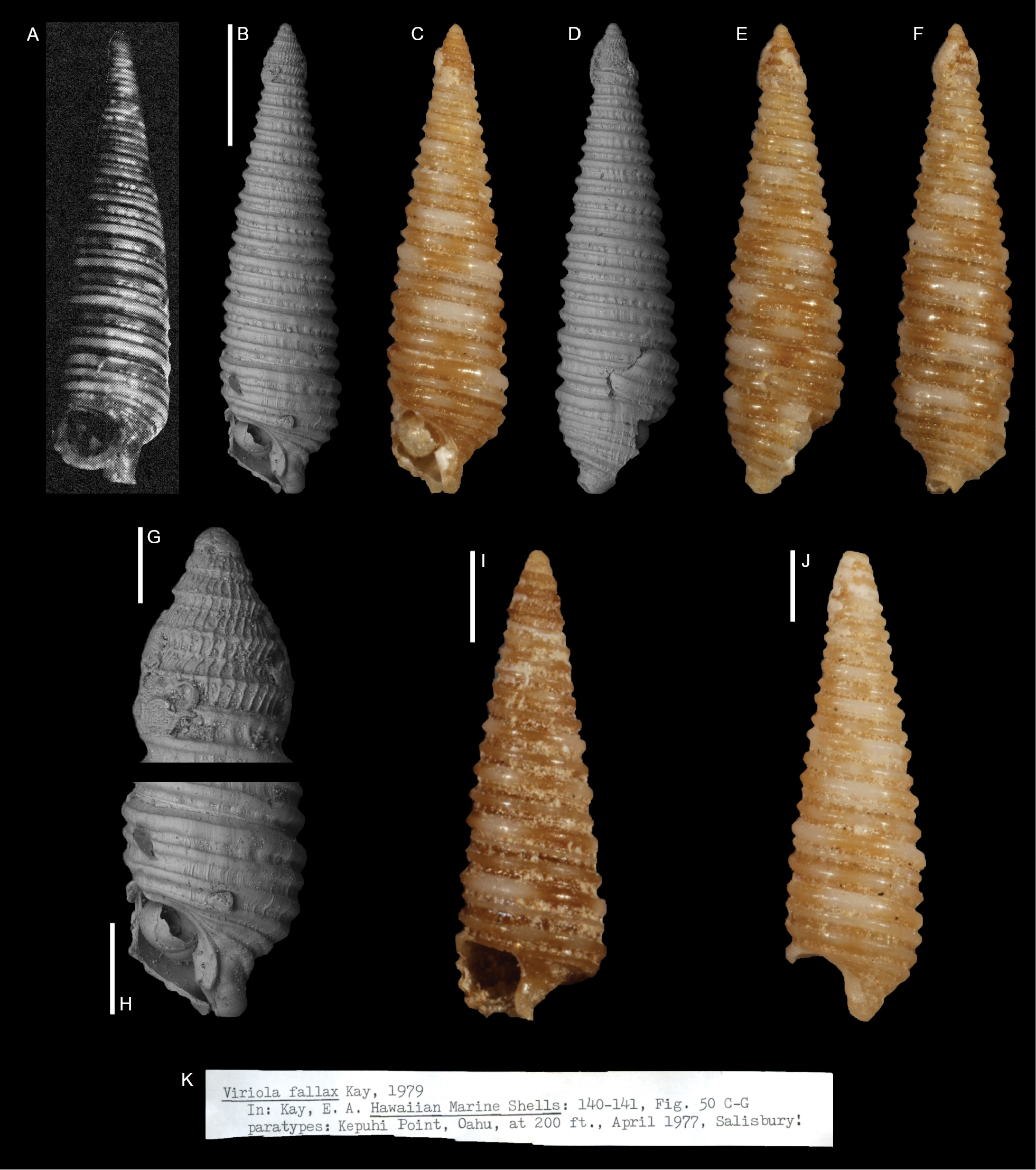
Viriolopsis fallax.